# All around
L'all around è una specialità dell'atletica leggera che entrò a far parte del programma olimpico solo nell'edizione di Saint Louis 1904. A Londra 1908 non si disputarono gare di prove multiple, mentre a partire da Stoccolma 1912 questa gara venne definitivamente sostituita con il decathlon.
Il nome all around deriva dal fatto che l'atleta doveva "fare tutto il giro" del campo, cimentandosi in gare di corsa, salti e lanci. La prova comprendeva:
- 100 iarde
- getto del peso
- salto in alto
- 880 iarde di marcia
- lancio del martello con maniglia corta
- salto con l'asta
- 120 iarde a ostacoli
- getto della pietra (56 libbre = ~25,4 kg)
- salto in lungo
- miglio (1760 iarde)

Questa specialità non venne inclusa nel programma olimpico di Londra 1908 perché non era praticata nel Regno Unito, anche se il vincitore dell'all around nell'edizione precedente dei Giochi olimpici fu il britannico Tom Kiely (che risiedeva però negli Stati Uniti d'America).